# Taking Chances World Tour
Le Taking Chances World Tour est une tournée mondiale de Céline Dion qui a commencé le 14 février 2008 à Johannesbourg en Afrique du Sud et s'est terminée le 26 février 2009 à Omaha aux États-Unis. Réunissant un total de 132 concerts donnés dans 27 pays sur les cinq continents, elle rassemble environ trois millions de spectateurs et génère près de 280 millions de dollars, ce qui en fait la troisième tournée la plus rentable de l'histoire pour un artiste solo une fois les recettes ajustées à l'inflation.
Dans les salles de spectacle et stades où elle est amenée à se produire, Céline Dion fait installer pour cette tournée une scène centrale. Lors de ses concerts au Québec, en France, à Monaco et en Suisse, elle adapte la liste des titres interprétés à son public francophone en y chantant majoritairement ses succès français. Deux versions live de cette tournée, une en anglais et l'autre en français, sortent respectivement le 29 avril 2010 et le 14 mai 2010 : l'album Taking Chances World Tour : The Concert.

## Historique

### Contexte
Le 15 décembre 2007, Céline Dion met fin à quatre ans et demi de représentation de son show A New Day... au Colosseum du Caesars Palace à Las Vegas, après plus de 700 spectacles dont le premier remonte à mars 2003, show qui a totalisé lui-même près de 400 millions de dollars de recettes. Cette arrivée à échéance du contrat lui permet d'envisager une grande tournée mondiale.

### Déroulement
Le spectacle, dirigé par Jamie King (en), déjà réputé pour son travail avec Madonna, allie les performances vocales de Céline Dion avec la couleur, la mode et la danse. Elle y interprète certains de ses plus grands succès ainsi que les chansons de son dernier album Taking Chances sorti en 2007. D'une durée approximative de deux heures, le spectacle tente de concilier quatre registres musicaux et thématiques : la soul, le rock, le Moyen-Orient et le style Fashion victim. Elle est accompagnée de huit danseurs (quatre hommes et quatre femmes). Les premières répétitions ont lieu à Primm dans le Nevada ainsi qu'à la MGM Grand Garden Arena de Las Vegas, en décembre 2007.

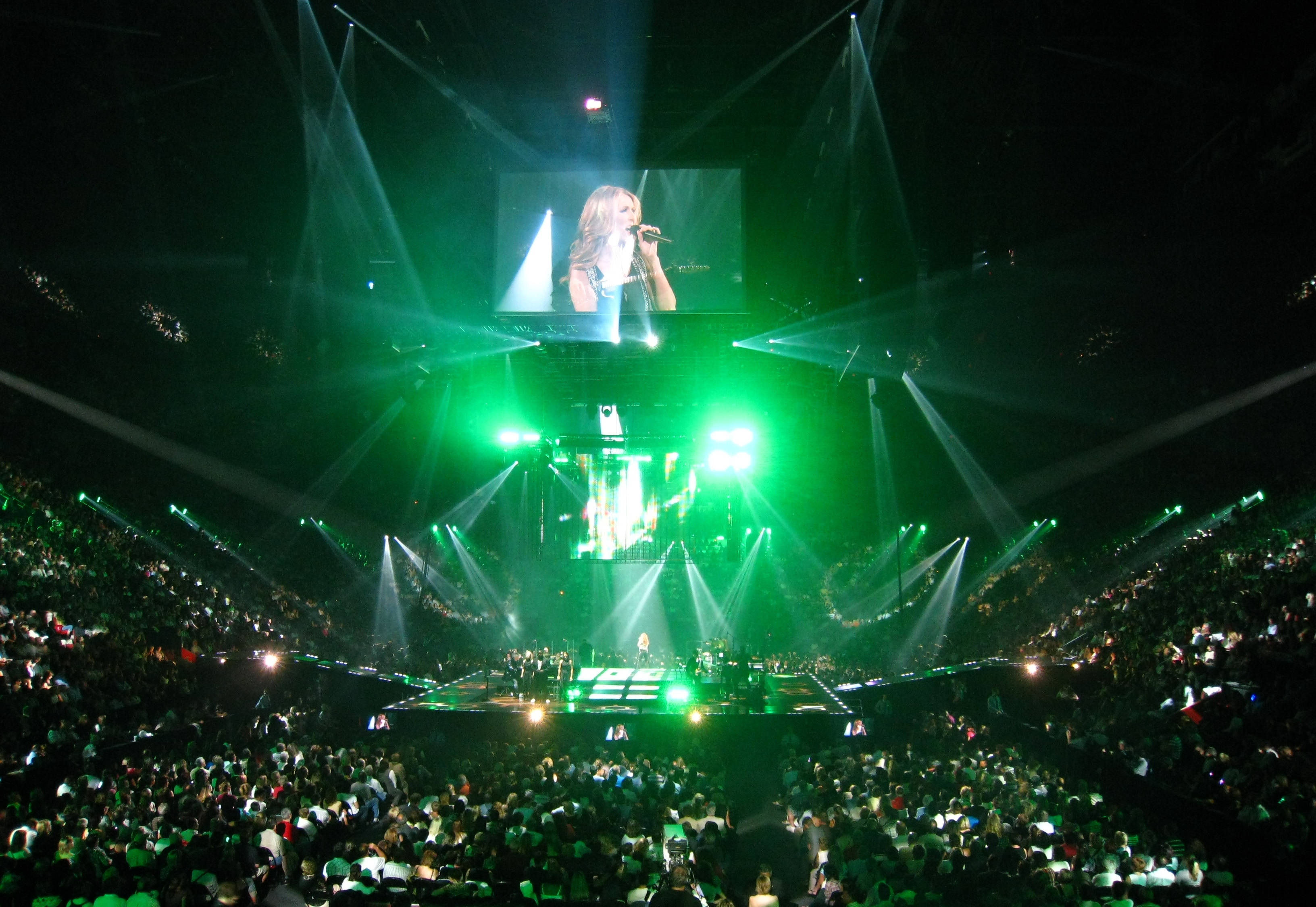
Scène centrale lors de la tournée mondiale Taking Chances.

Le spectacle nécessite une vingtaine d'écrans LED, dont l'un d'eux est suspendu au-dessus de la scène, ainsi que des tapis roulants et des ascenseurs. Céline Dion pré-enregistre une série de vidéos destinées à être diffusées au cours de la représentation. Dans la première vidéo, qui introduit son entrée en scène sur I Drove All Night, elle conduit une voiture lancée à grande vitesse. Deux versions de cette vidéo introductive ont été enregistrées : la première est utilisée lors des représentations en Afrique du Sud, en Asie, en Australie et lors des premières dates en Europe, avant la seconde qui présente des images des villes traversées et des concerts que Céline Dion a déjà donnés dans le cadre de la tournée. Au fur et à mesure que la tournée avance, les images des villes s'ajoutent à la vidéo d'entrée. Une autre vidéo, diffusée en fin de concert après le rappel, la présente sous les différents styles vestimentaires qu'elle a eus au fil de sa carrière, avec la mélodie de My Heart Will Go On en arrière-plan sonore.
Jamie King s'engage dans la tournée à partir du 2 mai 2008 à Manchester, au Royaume-Uni. Avant cette date, le spectacle n'avait pas lieu sur une scène centrale pour des questions de logistique, excepté les quatre concerts au Japon. Après deux mois et demi, Céline Dion répète à nouveau afin de perfectionner la représentation en configuration centrale. En raison de la carrière bilingue de la chanteuse ainsi que des restrictions imposées par certains stades et salles de spectacle, King doit réaliser et chorégraphier trois spectacles distincts. Le premier, contenant un programme principalement anglophone, est représenté sur la scène centrale et utilise pleinement les écrans, tapis et ascenseurs disposés. Le deuxième est également représenté en configuration centrale mais contient une dizaine de chansons en français, pour un programme plus adapté au public francophone. Le troisième, moins complexe, est prévu pour les lieux ne permettant pas l'installation de la scène centrale, ou si jamais la scène ne pouvait pas être transportée. Il se déroule alors sur une scène classique, avec un écran géant au-dessus ainsi qu'un système d'éclairage recouvrant la scène de vives lumières rouges et bleues depuis le haut de la salle. Avant la phase européenne de la tournée, les configurations de la scène centrale ont été refaites, ainsi que les lumières et les signaux lumineux, pour que les trois spectacles prévus puissent se dérouler à partir des deux dispositions scéniques. Céline Dion intègre de nouveaux costumes à la représentation avant le début du volet européen.

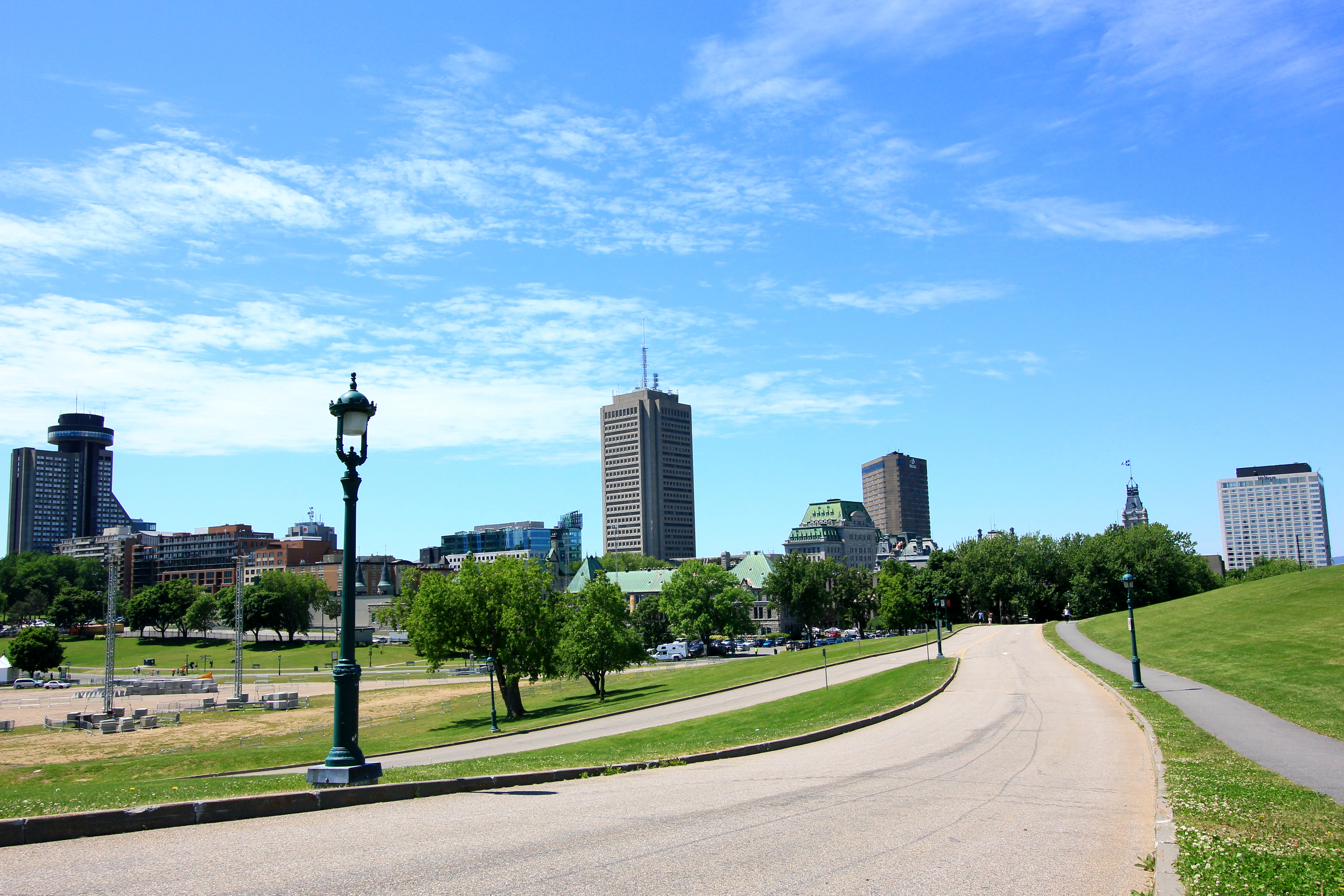
Le 22 8 2008, Céline Dion chante devant plus de 250000 spectateurs dans les plaines d'Abraham, à Québec.

Bien qu'officiellement non inclus dans le cadre de la tournée Taking Chances, Céline Dion se produit devant plus de 250 000 spectateurs dans les plaines d'Abraham, à l'occasion des commémorations pour le 400e anniversaire de Québec, le 22 août 2008. Le concert s'est tenu dans le cadre des festivités organisées pour l'anniversaire de la fondation de la ville, qui se sont déroulées sur un an. Il s'agit du plus grand rassemblement physique de la carrière de la chanteuse. Chantant son répertoire exclusivement francophone, elle invite plusieurs artistes québécois à chanter à ses côtés, dont Garou, Dan Bigras, Ginette Reno et Jean-Pierre Ferland. Diffusé en direct sur Bell TV, le concert est suivi par plus de 200 000 téléspectateurs.
Elle profite de cette tournée mondiale pour faire découvrir le monde à son fils René-Charles, alors âgé de huit ans, ainsi qu'à sa mère Thérèse. Le film documentaire Céline autour du monde réalisé par Stéphane Laporte et sorti en février 2010 retrace les coulisses de la tournée avec de nombreuses images inédites.

### Choix des chansons
Céline Dion et son équipe répètent une soixantaine de titres anglais et français. Environ vingt-sept chansons parmi celles-ci sont interprétées lors de chaque spectacle, en fonction du marché de la chanteuse dans le pays concerné. Pour que tu m'aimes encore est le seul titre francophone à avoir été interprété dans chaque concert de la tournée. Il s'agit en effet de l'un des single francophone les plus écoulés de tous les temps, extrait de l'album D'eux (1995) qui reste à ce jour l'album francophone le plus vendu de l'histoire,.
La chanteuse a également interprété plusieurs reprises : It's a Man's Man's Man's World (1966) et I Got the Feelin' (en) (1968) de James Brown, ainsi que We Will Rock You (1977) et The Show Must Go On (1991) de Queen. Elle interprète aussi I've Got the Music in Me (en) (1974) de Kiki Dee, mais la chanson est retirée du programme après les représentations en Corée du Sud.

## Programme et liste des concerts

### Programme

#### Programme anglophone
Voici la liste des chansons interprétées par Céline Dion dans la plupart des pays du monde dans le cadre de la tournée.
1. I Drove All Night
2. The Power of Love
3. Taking Chances
4. It's All Coming Back to Me Now
5. Because You Loved Me
6. To Love You More
7. Eyes on Me
8. All by Myself
9. I'm Alive
10. Shadow of Love
11. Alone
12. My Love
13. The Prayer (avec l'hologramme d'Andrea Bocelli)
14. Pour que tu m'aimes encore
15. Medley-hommage à Sex Machine et à Queen
16. It's a Man's Man's Man's World
17. Love Can Move Mountains
18. River Deep, Mountain High
19. My Heart Will Go On

#### Programme francophone
Voici la liste des chansons interprétées par Céline Dion à Paris, Nice, Arras, Genève, Monte-Carlo, Québec et Montréal dans le cadre de la tournée.
1. I Drove All Night
2. J'irai où tu iras
3. Destin
4. Taking Chances
5. Et s'il n'en restait qu'une (Je serais celle-là)
6. Eyes on Me
7. L'amour existe encore
8. Dans un autre monde
9. All by Myself
10. I'm Alive
11. Je sais pas
12. S'il suffisait d'aimer
13. Alone
14. Medley-hommage à Sex Machine et à Queen
15. Love Can Move Mountains
16. River Deep - Mountain High
17. My Heart Will Go On
18. Pour que tu m'aimes encore

### Liste des concerts
| Date               | Ville               | Pays                | Salle                             |
| ------------------ | ------------------- | ------------------- | --------------------------------- |
| Afrique            |                     |                     |                                   |
| 14 février 2008    | Johannesbourg       | Afrique du Sud      | Coca-Cola Dome                    |
| 16 février 2008    | Pretoria            | Afrique du Sud      | Loftus Versfeld Stadium           |
| 17 février 2008    | Pretoria            | Afrique du Sud      | Loftus Versfeld Stadium           |
| 20 février 2008    | Durban              | Afrique du Sud      | ABSA Stadium                      |
| 23 février 2008    | Cape Town           | Afrique du Sud      | Great Lawn at Vergelegen          |
| 24 février 2008    | Cape Town           | Afrique du Sud      | Great Lawn at Vergelegen          |
| 27 février 2008    | Port Elizabeth      | Afrique du Sud      | EPRFU Stadium                     |
| 29 février 2008    | Johannesbourg       | Afrique du Sud      | Montecasino                       |
| 1er mars 2008      | Johannesbourg       | Afrique du Sud      | Montecasino                       |
| Asie               |                     |                     |                                   |
| 5 mars 2008        | Dubaï               | Émirats arabes unis | Four Seasons Golf Club            |
| 8 mars 2008        | Tokyo               | Japon               | Tokyo Dome                        |
| 9 mars 2008        | Tokyo               | Japon               | Tokyo Dome                        |
| 11 mars 2008       | Osaka               | Japon               | Osaka Dome                        |
| 12 mars 2008       | Osaka               | Japon               | Osaka Dome                        |
| 15 mars 2008       | Macao               | Macao               | Venetian Arena                    |
| 18 mars 2008       | Séoul               | Corée du Sud        | Olympic Gymnastics Arena          |
| 19 mars 2008       | Séoul               | Corée du Sud        | Olympic Gymnastics Arena          |
| Océanie            |                     |                     |                                   |
| 31 mars 2008       | Brisbane            | Australie           | Brisbane Entertainment Centre     |
| 2 avril 2008       | Melbourne           | Australie           | Rod Laver Arena                   |
| 5 avril 2008       | Sydney              | Australie           | Acer Arena                        |
| 6 avril 2008       | Sydney              | Australie           | Acer Arena                        |
| 8 avril 2008       | Perth               | Australie           | Members Equity Stadium            |
| Asie               |                     |                     |                                   |
| 11 avril 2008      | Shanghai            | Chine               | Shanghai Stadium                  |
| 13 avril 2008      | Kuala Lumpur        | Malaisie            | Stadium Merdeka                   |
| Europe             |                     |                     |                                   |
| 2 mai 2008         | Manchester          | Royaume-Uni         | Manchester Evening News Arena     |
| 3 mai 2008         | Manchester          | Royaume-Uni         | Manchester Evening News Arena     |
| 6 mai 2008         | Londres             | Royaume-Uni         | The O2 Arena                      |
| 8 mai 2008         | Londres             | Royaume-Uni         | The O2 Arena                      |
| 10 mai 2008        | Birmingham          | Royaume-Uni         | National Indoor Arena             |
| 13 mai 2008        | Anvers              | Belgique            | Sportpaleis                       |
| 14 mai 2008        | Anvers              | Belgique            | Sportpaleis                       |
| 16 mai 2008        | Anvers              | Belgique            | Sportpaleis                       |
| 19 mai 2008        | Paris               | France              | Palais omnisports de Paris-Bercy  |
| 20 mai 2008        | Paris               | France              | Palais omnisports de Paris-Bercy  |
| 21 mai 2008        | Paris               | France              | Palais omnisports de Paris-Bercy  |
| 24 mai 2008        | Paris               | France              | Palais omnisports de Paris-Bercy  |
| 25 mai 2008        | Paris               | France              | Palais omnisports de Paris-Bercy  |
| 27 mai 2008        | Paris               | France              | Palais omnisports de Paris-Bercy  |
| 30 mai 2008        | Dublin              | Irlande             | Croke Park                        |
| 2 juin 2008        | Amsterdam           | Pays-Bas            | Amsterdam ArenA                   |
| 5 juin 2008        | Copenhague          | Danemark            | Parken Stadium                    |
| 7 juin 2008        | Stockholm           | Suède               | Le Globe                          |
| 9 juin 2008        | Helsinki            | Finlande            | Hartwall Arena                    |
| 12 juin 2008       | Berlin              | Allemagne           | Waldbühne                         |
| 14 juin 2008       | Francfort           | Allemagne           | Commerzbank-Arena                 |
| 16 juin 2008       | Stuttgart           | Allemagne           | Hanns-Martin-Schleyer-Halle       |
| 18 juin 2008       | Cologne             | Allemagne           | Kölnarena                         |
| 20 juin 2008       | Hambourg            | Allemagne           | Color Line Arena                  |
| 22 juin 2008       | Munich              | Allemagne           | Stade olympique de Munich         |
| 24 juin 2008       | Zurich              | Suisse              | Hallenstadion                     |
| 26 juin 2008       | Prague              | République tchèque  | O2 Arena                          |
| 28 juin 2008       | Cracovie            | Pologne             | Parc de Błonia                    |
| 1er juillet 2008   | Vienne              | Autriche            | Wiener Stadthalle                 |
| 3 juillet 2008     | Milan               | Italie              | Datch Forum                       |
| 5 juillet 2008     | Nice                | France              | Stade Charles-Ehrmann             |
| 7 juillet 2008     | Arras               | France              | Grand-Place                       |
| 9 juillet 2008     | Genève              | Suisse              | Stade de Genève                   |
| 11 juillet 2008    | Monte-Carlo         | Monaco              | Sporting Monte-Carlo              |
| 12 juillet 2008    | Monte-Carlo         | Monaco              | Sporting Monte-Carlo              |
| Amérique du Nord   |                     |                     |                                   |
| 12 août 2008       | Boston              | États-Unis          | TD Banknorth Garden               |
| 13 août 2008       | Boston              | États-Unis          | TD Banknorth Garden               |
| 15 août 2008       | Montréal            | Canada              | Centre Bell                       |
| 16 août 2008       | Montréal            | Canada              | Centre Bell                       |
| 18 août 2008       | Montréal            | Canada              | Centre Bell                       |
| 19 août 2008       | Montréal            | Canada              | Centre Bell                       |
| 20 août 2008       | Montréal            | Canada              | Centre Bell                       |
| 23 août 2008       | Montréal            | Canada              | Centre Bell                       |
| 25 août 2008       | Montréal            | Canada              | Centre Bell                       |
| 27 août 2008       | Toronto             | Canada              | Air Canada Centre                 |
| 28 août 2008       | Toronto             | Canada              | Air Canada Centre                 |
| 31 août 2008       | Montréal            | Canada              | Centre Bell                       |
| 1er septembre 2008 | Montréal            | Canada              | Centre Bell                       |
| 3 septembre 2008   | Buffalo             | États-Unis          | HSBC Arena                        |
| 5 septembre 2008   | Philadelphie        | États-Unis          | Wachovia Center                   |
| 6 septembre 2008   | Ledyard             | États-Unis          | MGM Grand Foxwoods                |
| 8 septembre 2008   | Washington, D.C.    | États-Unis          | Verizon Center                    |
| 10 septembre 2008  | Newark              | États-Unis          | Prudential Center                 |
| 12 septembre 2008  | Newark              | États-Unis          | Prudential Center                 |
| 13 septembre 2008  | Uniondale           | États-Unis          | Nassau Coliseum                   |
| 15 septembre 2008  | New York            | États-Unis          | Madison Square Garden             |
| 16 septembre 2008  | New York            | États-Unis          | Madison Square Garden             |
| 18 septembre 2008  | Uniondale           | États-Unis          | Nassau Coliseum                   |
| 20 septembre 2008  | Atlantic City       | États-Unis          | Boardwalk Hall                    |
| 22 septembre 2008  | Columbus            | États-Unis          | Schottenstein Center              |
| 24 septembre 2008  | Cleveland           | États-Unis          | Quicken Loans Arena               |
| 26 septembre 2008  | Détroit             | États-Unis          | The Palace of Auburn Hills        |
| 27 septembre 2008  | Toronto             | Canada              | Air Canada Centre                 |
| 29 septembre 2008  | Milwaukee           | États-Unis          | Bradley Center                    |
| 14 octobre 2008    | Sacramento          | États-Unis          | ARCO Arena                        |
| 16 octobre 2008    | Portland            | États-Unis          | Rose Garden Arena                 |
| 18 octobre 2008    | Tacoma              | États-Unis          | Tacoma Dome                       |
| 20 octobre 2008    | Vancouver           | Canada              | GM Place                          |
| 21 octobre 2008    | Vancouver           | Canada              | GM Place                          |
| 24 octobre 2008    | Edmonton            | Canada              | Rexall Place                      |
| 25 octobre 2008    | Edmonton            | Canada              | Rexall Place                      |
| 27 octobre 2008    | Winnipeg            | Canada              | Bell MTS Place                    |
| 28 octobre 2008    | Winnipeg            | Canada              | Bell MTS Place                    |
| 7 novembre 2008    | Ottawa              | Canada              | Place Banque Scotia               |
| 29 novembre 2008   | Anaheim             | États-Unis          | Honda Center                      |
| 2 décembre 2008    | Los Angeles         | États-Unis          | Staples Center                    |
| 6 décembre 2008    | Phoenix             | États-Unis          | Jobing.com Arena                  |
| 9 décembre 2008    | Mexico              | Mexique             | Palais des sports                 |
| 11 décembre 2008   | Guadalaraja         | Mexique             | Arena V.F.G.                      |
| 13 décembre 2008   | Monterrey           | Mexique             | Monterrey Arena                   |
| 16 décembre 2008   | Chicago             | États-Unis          | United Center                     |
| 18 décembre 2008   | Minneapolis         | États-Unis          | Target Center                     |
| 21 décembre 2008   | Indianapolis        | États-Unis          | Conseco Fieldhouse                |
| 3 janvier 2009     | Kansas City         | États-Unis          | Sprint Center                     |
| 5 janvier 2009     | Dallas              | États-Unis          | American Airlines Center          |
| 7 janvier 2009     | San Antonio         | États-Unis          | AT&T Center                       |
| 9 janvier 2009     | Houston             | États-Unis          | Toyota Center                     |
| 10 janvier 2009    | La Nouvelle-Orléans | États-Unis          | New Orleans Arena                 |
| 13 janvier 2009    | Nashville           | États-Unis          | Sommet Center                     |
| 15 janvier 2009    | Birmingham          | États-Unis          | Birmingham-Jefferson Civic Center |
| 17 janvier 2009    | Atlanta             | États-Unis          | Philips Arena                     |
| 21 janvier 2009    | Raleigh             | États-Unis          | RBC Center                        |
| 23 janvier 2009    | Miami               | États-Unis          | American Airlines Arena           |
| 28 janvier 2009    | Tampa               | États-Unis          | St. Pete Times Forum              |
| 30 janvier 2009    | Fort Lauderdale     | États-Unis          | BankAtlantic Center               |
| 31 janvier 2009    | San Juan            | Porto Rico          | Colisée de Porto Rico             |
| 2 février 2009     | Tulsa               | États-Unis          | BOK Center                        |
| 4 février 2009     | Saint-Louis         | États-Unis          | Scottrade Center                  |
| 7 février 2009     | Windsor             | Canada              | The Colosseum (Caesars Windsor)   |
| 9 février 2009     | Québec              | Canada              | Colisée Pepsi                     |
| 10 février 2009    | Québec              | Canada              | Colisée Pepsi                     |
| 12 février 2009    | Montréal            | Canada              | Centre Bell                       |
| 14 février 2009    | Montréal            | Canada              | Centre Bell                       |
| 15 février 2009    | Montréal            | Canada              | Centre Bell                       |
| 20 février 2009    | San José            | États-Unis          | HP Pavilion at San Jose           |
| 22 février 2009    | Salt Lake City      | États-Unis          | EnergySolutions Arena             |
| 24 février 2009    | Denver              | États-Unis          | Pepsi Center                      |
| 26 février 2009    | Omaha               | États-Unis          | Qwest Center Arena                |